# Pustomytský rajón
Pustomytský rajón (ukrajinsky Пустомитівський район) byl rajón v Lvovské oblasti na Ukrajině. Hlavním městem byly Pustomyty a rajón měl přibližně 119 tisíc obyvatel. 

## Sídla v rajónu
- Pustomyty
- Ščyrec